# Demetrios III của Ấn Độ
Demetrius III Aniketos "Bất khả chiến bại" ở đây được xác định là một vị vua Ấn-Hy Lạp trị vì trong khu vực Gandhara và Punjab.

## Sự tranh cãi về thời gian cai trị
Các đồng tiền của Demetrios III có số lượng ít và khá thô. Ông đã sao chép lại một số hình ảnh của mình từ vua nổi tiếng Demetrios I của Bactria (khoảng năm 200-180 TCN). Hai người có cùng tên và cùng chia sẻ danh hiệu chiến tranh như "Bất khả chiến bại" và đội vương miện voi, biểu tượng mà Alexander Đại đế đã sử dụng để kỷ niệm cuộc chinh phục khu vực thung lũng sông Indus.
Các ghi chép lịch sử của vương quốc Ấn-Hy Lạp là rất ít ỏi, và sự tách biệt của các vị vua có cùng tên không phải là một quá trình dễ dàng. Nhà nghiên cứu tiền cổ, Osmund Bopearachchi xác định ba vị vua tên là Demetrios, xác định vị vua thứ ba này cai trị vào khoảng 100 TCN dựa trên tiêu chuẩn và phong cách của những đồng tiền xu. RC Senior đồng ý với việc này, mặc dù niên đại của họ là hơi khác nhau: theo Bopearachchi ông đã cai trị khoảng năm 100 trước Công nguyên, trong khi RC Senior xác định triều đại ông vào khoảng năm 70 trước Công nguyên, trong cả hai trường hợp ông đều là người kế vị của Heliokles II.
Tuy nhiên, Demetrios III là Demetrios chỉ đúc những tiền xu song ngữ Hy Lạp / Ấn Độ (Kharoshti), và do đó là một ứng viên có khả năng được xác định với "Demetrios, vua của người Ấn Độ" được đề cập bởi sử gia La Mã Justin. Demetrios này được cho là đã chiến đấu với vua Eucratides của Bactria (khoảng 170-145 TCN) vào cuối triều đại của Eucratides. Bopearachchi vẫn xác định Demetrios của Justin với vua Demetrios II mặc dù ông chỉ đúc các đồng tiền Hy Lạp và cai trị vào khoảng năm 175-170 trước Công nguyên, ngay cả trước Eucratides.
Tuy nhiên, các tác giả khác đã xác định Demetrios của Justin với vua Demetrios I của Bactria, bỏ qua cả hai niên đại của Bopearachchi cũng như văn bản sửa đổi của Justin.
Trước đó tác giả như Tarn và Narain cho rằng vị vua Demetrios đã đúc những đồng tiền đó hiện nay được xác định là Demetrios III. Ông là vị vua đã chiến đấu với Eucratides, và nhìn nhận ông là một người con trai của Demetrios I.
| Tiền triều: Heliokles II | Vua Ấn-Hy Lạp (Gandhara và Punjab) (khoảng năm 100 TCN) | kế tục: Philoxenus |